# Singapurische Badmintonmeisterschaft 1933/34
Die Singapurische Badmintonmeisterschaft 1933/34 fand an mehreren Terminen im Jahr 1933 statt. Es war die sechste Austragung der Badmintonmeisterschaft von Singapur. Es wurden die Titelträger im Herreneinzel, Herrendoppel, Dameneinzel, Damendoppel und Mixed ermittelt. Sieger im Herreneinzel wurde erstmals Koh Keng Siang, der die Abwesenheit des Titelverteidigers E. J. Vass nutzen konnte.

## Austragungsort
S.V.C. Drill Hall

## Finalresultate
| Disziplin    | Sieger                     | Finalist                                       | Ergebnis          |
| ------------ | -------------------------- | ---------------------------------------------- | ----------------- |
| Herreneinzel | Koh Keng Siang             | Lim Boon Guan                                  | 9-15, 15-7, 15-12 |
| Dameneinzel  | Wang Siew Eng              | Alice Pennefather                              | 11-4, 13-10       |
| Herrendoppel | Yeo Kian Ann Charlie Chua  | Lim Boon Guan Wee Eng Siang                    | 21-10, 21-13      |
| Damendoppel  | Chow Han Hua Sheh Sai Ming | Yang Yik Yeng Yeo Guat Yen                     | 15–6, 15–11       |
| Mixed        | E. J. Vass J. de Souza     | Lancelot Maurice Pennefather Alice Pennefather | 21–7, 21–9        |

1. ↑   listet Yang Yik Ying und Yun Chi Fen als Finalistinnen.